# Hispanoamericanos en la Segunda Guerra Mundial

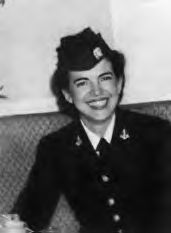
Enfermera puertorriqueña.

Los hispanoamericanos en la Segunda Guerra Mundial estuvieron presentes en cada batalla de importancia en el Teatro Europeo, desde África del Norte hasta la Batalla de las Ardenas, y en el Teatro de Operaciones del Pacífico, desde Bataán hasta Okinawa. Según el Museo Nacional de la Segunda Guerra Mundial, más o menos unos 250.000 y 500.000 hispanos prestaron servicio en las Fuerzas Armadas de los Estados Unidos durante la Segunda Guerra Mundial, de un total de 10.420.000, comprendiendo del 2,3% al 4,7% de las Fuerzas Armadas de los Estados Unidos. El número exacto se desconoce, debido a que en ese entonces, los hispanos fueron integrados en el conteo del censo de población blanca en general. Se mantenían estadísticas separadas para afroamericano y asiático-americano.
El 7 de diciembre de 1941, cuando los Estados Unidos entró oficialmente en guerra, los hispanos estaban entre los muchos ciudadanos estadounidenses que se unieron a las filas del ejército, la marina y la infantería de marina como voluntarios o entre los que fueron convocados al servicio militar. Los hispanos no solo prestaron servicio como combatientes activos en los Teatros de Guerra de Europa y del Pacífico, sino que también prestaron servicio en el frente doméstico como civiles. Cientos de mujeres hispanas se unieron al Cuerpo Auxiliar de Mujeres del Ejército (WAACs) y a Mujeres Aceptadas al Servicio Voluntario de Emergencia (WAVES), prestando servicio como enfermeras y en posiciones administrativas. Muchas trabajaron en las fábricas de municiones y materiales mientras que los hombres que generalmente realizaban esta labor se encontraban en la guerra.
Cuando la inducción a las fuerzas armadas se incrementó algunos puertorriqueños de la isla fueron asignados a unidades en la Zona del Canal de Panamá y en las islas británicas en el Caribe. Estas unidades estaban conformadas principalmente por soldados continentales (Estados Unidos continental) como reemplazos; sin embargo, la mayoría de los puertorriqueños e hispanos que residían en la isla fueron asignados al 65.º Regimiento de Infantería o a la Guardia Nacional de Puerto Rico. Estás fueron las únicas unidades conformadas exclusivamente por hispanos cuyas estadísticas se mantuvieron; por ello, se sabe que más de 53,000 puertorriqueños e hispanos que residían en la isla prestaron servicio en la guerra. Según el senador Robert Menéndez, más de 9,000 latinos murieron en defensa de los Estados Unidos en la Segunda Guerra Mundial. Debido a la falta de documentación, se desconoce el número exacto de hispanos que fallecieron en el conflicto.

## Terminología
Hispano es un término étnico empleado para categorizar a cualquier ciudadano o residente de los Estados Unidos, de cualquier antecedente racial, de cualquier país, y de cualquier religión, que tenga por lo menos un ancestro de origen español o que no sea de origen hispano, pero que tenga un ancestro de México, Puerto Rico, Cuba, Centro o Suramérica, o de algún otro origen hispánico. Los tres grupos hispánicos más grandes son los mexicano-estadounidenses, Puertorriqueños y Cubanos. Hispanic Americans are also referred to by others, and some Hispanics preferrer to known, as "Latinos".

## Preludio de la Segunda Guerra Mundial
Antes de que los Estados Unidos incorporaran la Segunda Guerra Mundial, los hispanos luchaban ya en suelo europeo en la guerra civil española.
La guerra civil española era un conflicto importante en España que comenzó después de los golpes de estado frustrados confiados por partes del ejército, llevadas por el general nacionalista Francisco Franco, contra el gobierno de la segunda República Española. Hispanos combatieron en ambos facciones implicadas, los “nacionalistas” como miembros del ejército español y “legitimistas” (republicanos) como miembros de la brigada internacional Abraham Lincoln o como aviadores en la escuadrilla yanqui, que fue llevada por Bert Acosta (1895 - 1954).
El general Manuel Goded Llopis (1882-1936), nacido en San Juan, Puerto Rico, era alto oficial en el ejército español. Llopis, estaba entre los primeros generales para unirse al General Francisco Franco, en la sublevación contra el gobierno de la segunda República Española. Llopis fue enviado para llevar la lucha contra los anarquistas en Cataluña, pero se excedieron en la cantidad de tropas. Al pelotón de fusilamiento lo capturó y fue condenado a morir.
El teniente Carmelo Delgado Delgado (1913-1937), estaba entre los muchos hispánico que lucharon en nombre de la segunda República Española como miembros de la brigada Delgado de Abraham Lincoln de combate en la batalla de Madrid, pero fue capturado y condenado para morir por el pelotón de fusilamiento el 29 de abril de 1937, él estaba entre los primeros ciudadanos de los EE. UU. a morir en ese conflicto.

## Teatro Europeo
El teatro europeo de la Segunda Guerra Mundial era un área de la lucha pesada entre las fuerzas aliadas y los poderes de eje del 1 de septiembre de 1939 al 8 de mayo de 1945. La mayoría de hispanos desempeñaron servicios en unidades regulares; algunas unidades de combate activas, tales como el 65.º regimiento de infantería de Puerto Rico y el 141.º regimiento de la 36.ª infantería de Tejas, fueron hechas sobre todo de hispánicos.
Los hispánico del 141.º regimiento de la 36.ª división de infantería eran algunas de las primeras tropas estadounidenses en aterrizar en suelo Italiano en Salerno. La compañía E del 141.º regimiento era enteramente hispánica. La 36.ª división de infantería observó el combate en Italia y Francia, aguantando muertes pesadas durante la travesía polémica del río de Rápido cerca de Cassino, Italia.

### 65.º Regimiento de Infantería

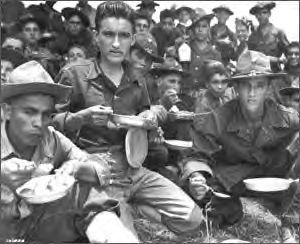
Soldados del 65.º regimiento de infantería entrenándose en Salinas, Puerto Rico, agosto de 1941

Un pequeño destacamento de tropas insulares de Puerto Rico fue enviado a Cuba a finales de marzo como defensa en el campo de Batista. En 1943, la 65.ª infantería fue enviada a Panamá para proteger los lados del Pacífico y Atlántico del istmo y el Canal de Panamá, fundamental para las naves trasatlánticas. Un aumento en el programa de inducción puertorriqueño fue autorizado inmediatamente. Tropas continentales, como el 762.º Batallón de Arma de Artillería Antiaéreo, 766.º Batallón de Arma AAA y los 891ros Batallones de Arma AAA fueron sustituidas por puertorriqueños en Panamá. They also replaced troops in the bases on British Islands, to the extent permitted by the availability of trained Puerto Rican units. También sustituyeron las tropas en las bases sobre las islas británicas, en la medida permitida por la disponibilidad de las unidades de Puerto Rico.
El 295.º regimiento de infantería siguió la 65.ª infantería en 1944, saliendo de San Juan, Puerto Rico a la zona del Canal de Panamá. Ese mismo año, enviaron la 65.ª infantería al África del Norte, llegando Casablanca, donde se sometieron al entrenamiento adicional. El 29 de abril de 1944, el regimiento había aterrizado en Italia y se trasladó a Córcega.
El 22 de septiembre de 1944, la 65.ª infantería aterrizó en Francia y fue destinado a la acción en los Alpes Marítimos en el Cava Peira. El 13 de diciembre de 1944, la 65.ª infantería, bajo el mando del teniente coronel Juan César Cordero Dávila, relevó al 2.º batallón del 442.º regimiento de infantería, un regimiento que fue formado por estadounidenses de origen japoneses bajo el mando del coronel Virgilio R. Miller, nativo de Puerto Rico. El 3.er batallón luchó contra y derrotó el 107.º regimiento de la infantería de la división 34.ª infantería de Alemania. Hubo 47 bajas en combate, incluyendo el soldado Sergio Sánchez-Sánchez y el sargento Ángel Martínez de Sabana Grande, quienes eran los dos primeros puertorriqueños de la 65.ª infantería que fueron muertos en la acción del combate. El 18 de marzo de 1945, el regimiento fue enviado al distrito de Mannheim y asignado a deberes de ocupación militar después del final de la guerra. El regimiento sufrió la pérdida de 23 soldados muertos en combate.

## Aviadores
Los hispanos sirvieron en unidades de combate tanto en tierra como en aire, pero también se distinguieron como pilotos de caza y como bombarderos.
Un as de la aviación es un aviador militar que tiene acreditado el derribo de cinco o más aviones enemigos durante combate aéreo. El término as en un día es usado para designar a un piloto de caza que derribe cinco o más aviones enemigos en un solo día. Desde la Primera Guerra Mundial, un número de pilotos han sido reconocidos como “as en un día”; sin embargo, el honor de ser el último “As en un día” para los Estados Unidos en la Segunda Guerra Mundial pertenece al Primer Teniente Oscar Francis Perdomo del Escuadrón de Caza 464 del Grupo de Caza 507.
Primer Teniente Perdomo, (1919-1979), hijo de padres mexicanos, nació en El Paso, Texas. Cuando la guerra estalló, Perdomo acompañó a la Fuerza Aérea del Ejército de los Estados Unidos como un cadete de aviación y fue entrenado para pilotear el P-47 Thunderbolt. Después de recibir su entrenamiento como piloto, fue asignado al Escuadrón de Caza 464, el cual era parte del Grupo de Caza 507 que fue enviado a la Isla del Pacífico le Shima de la costa oeste de Okinawa.
La bomba atómica fue arrojada en Nagasaki, Japón el 9 de agosto de 1945, pero mientras los Aliados esperaban la respuesta de Japón a la petición de renuncia, la guerra continuaba. El 13 de agosto de 1945, el primer Teniente Pardomo derribo cuatro Nakajima Ki-43 de caza y un Yokosuka K5Y “Willow” Tipo 93 biplano de entrenamiento. Esto acción tomó lugar cerca de Kiejo/Seoul, Corea cuando 38 Thunderbolts del Grupo de Caza 507 encontraron aproximadamente 50 aviones enemigos. Esta acción fue la décima para el Teniente Pardomo así como también su última misión de combate y las cinco victorias confirmadas lo convirtieron en “As en un Día” y ganó la distinción de ser el último “As” de la Segunda Guerra Mundial. Se le concedió La Cruz por Servicio Distinguido por extraordinario heroísmo en acción y la Medalla Aérea con una hoja de roble.
Otros hispanos que sirvieron con distinción en combate aéreo incluyen teniente coronel Donald S. López, Sr., capitán Michael Brezas, comandante Eugene A. Valencia, Jr., capitán Mihiel “Mike” Gilormini, capitán Alberto A. Nido, capitán Robert L. Cárdenas, primer teniente Francisco Mercado, Jr, sargento técnico Clement Resto, cabo Frank Medina, y el teniente Richard Gómez Candelaria.
Comandante Eugene A. Valencia, Jr., as de la aviación de la Marina de los Estados Unidos se le acredita 23 victorias aéreas en el Pacífico durante la Segunda Guerra Mundial. Entre la condecoraciones de Valencia incluye la Cruz de la Marina, cinco Cruz de Vuelo Distinguido y seis Medallas Aéreas.
Teniente coronel Donald S. López, Sr., as de la aviación de la Fuerza Aérea del Éjercito de los Estados Unidos se le asignó al 23 Grupo de Cazas bajo el comando del general Claire Chennault. La misión del grupo de caza (Los Tigres Voladores) era ayudar a defender a los chinos en contra de invasores japoneses. Entre 1943-1944, se le acreditó a López derribar cinco aviones Japoneses, cuatro en un Crutiss P-40 y uno en un North American P-51.
Capitán Michael Brezas, as de la aviación de la Fuerza Aérea del Ejército de los Estados Unidos, llegó a Lucera, Italia durante el verano de 1944, acompañando al Escuadrón de Caza 48 del Grupo de Caza 14. Volando la aeronave P-38, el teniente Brezas derribó 12 aviones enemigos en dos meses. Recibió la Medalla Estrella de Plata, la Cruz de Vuelo Distinguido y la Medalla Aérea con once hojas de roble.
Capitán Mihiel “Mike” Gilormini, comandante de vuelo de la Fuerza Aérea Real y de la Fuerza Aérea del Ejército de los Estados Unidos, su última misión de combate fue atacar el campo de aviación en Milano, Italia. Su último vuelo en Italia dio cubierta aérea a la visita del general George C. Marshall a Pisa. Gilormini recibió la Medalla Estrella de Plata, cinco Cruces de Vuelo Distinguido, y la Medalla Aérea con cuatro hojas de roble. Más tarde Gilormini fundó la Guardia Aérea Nacional de Puerto Rico y se retiró como general de Brigada.
El sargento Luis Aquiles Durán formó parte de la 20th Fligh Aérea, sirvió en la India e integró la tripulación de un B29. Fue condecorado por haber completado cien horas de vuelo sobre territorio enemigo.
El capitán Enrique Durán Salas, hijo de Luis Durán Gresely y de Irminia Salas, residente en Nueva York por más de 20 años, ingeniero especializado en reconstrucción de puentes, miembro de las fuerzas aéreas norteamericanas y que prestó sus servicios en una base del Pacífico.
Capitán Alberto A. Nido, Real Fuerza Aérea Canadiense, Fuerza Aérea Real Británica, y de la Fuerza Aérea del Ejército de los Estados Unidos. Voló misiones como piloto bombardero para la RCAF como piloto de caza Supermarine Spitfire para el RAF. Como miembro del RAF, el perteneció al Escuadrón de Reconocimiento 67 quienes participaron en 275 misiones de combate. Más adelante Nido fue transferido a la USAAF del Grupo de Caza 67 como piloto de caza del P-51 Mustang. Fue premiado con la Cruz de Vuelo Distinguido con cuatro hojas de roble y la Medalla Aérea con cuatro hojas de roble. Nido cofundó la Guardia Aérea Nacional de Puerto Rico y al igual que Gilormini se retiró como general de Brigada.
Capitán Robert L. Cárdenas, USSAF, sirvió como piloto de la aeronave B-24 en el Teatro Europeo de Operaciones con el Escuadrón Bombardero 506. Fue premiado con la Medalla Aérea y dos hojas de roble por misiones de bombardeo antes de ser derribado sobre Alemania en marzo de 1944. A pesar del viento en contra desde la defensa antiaérea el regreso al control de los Aliados. El 14 de octubre de 1947, Cárdenas voló en el lanzamiento de la aeronave B-29 que liberó el X-1 avión experimental supersónico de propulsión cohete el cual convierte a Charles E. Yeager el primer hombre en volar más rápido que la velocidad del sonido. Cárdenas se retiró como general de Brigada.
Teniente Francisco Mercado, Jr., USAAF, voló 35 misiones de combate como un bombardero sobre el enemigo ocupó Europa Continental como un miembro del Escuadrón Bomba 853 del Grupo Bomba 491, Fuerza Aérea 8. Fue premiado con la Medalla Aérea con cuatro hojas de roble y la Cruz de Vuelo Distinguido. Él voló 10 misiones como líder del Escuadrón Bombardero, y una como líder del Grupo Bombardero, el 30 de diciembre de 1944, en una misión al Railroad Bridge en Altenahr, Alemania.
El 21 de julio de 1944, ganó una membresía en el exclusivo “Club Caterpillar” después que se lanzó de paracaídas sobre Inglaterra al regreso de una misión con un defectuoso B-24.
Sargento Técnico Clement Resto, USAAF, no fue un “as” pero sirvió con el Grupo Bomba 303 y participó en numerosos ataques de bombardeo sobre Alemania. Durante una misión de bombardeo sobre Duren, Alemania, el avión de Resto un B-17, fue derribado. Él fue capturado por la Gestapo (Policía Secreta del Estado) y enviado a Stalag XVII-B (Campo para prisioneros de guerra) donde pasó el resto de la guerra como un prisionero de guerra. Resto, quien perdió un ojo durante su última misión, fue condecorado con el Corazón Púrpura, una Medalla de Prisionero de Guerra y una Medalla Aérea con una estrella de batalla, luego fue liberado de cautiverio.
Cabo Frank Medina, USSAF, era un miembro de la tripulación aérea en un B-24 que fue derribado sobre Italia. Fue el único miembro de la tripulación en evadir la captura. Medina explicó que su habilidad para hablar español le permitió comunicarse con italianos amigables quienes lo ayudaron a evitar la captura por ocho meses. Teniente Richardur Gómez Candelaria, USAAF, era piloto del P-51 Mustang del Escuadrón de Caza 435 del Grupo de Caza 479. Con seis victorias aéreas a su crédito, Candelaria fue el único piloto de su escuadrón en ser “as”. La mayoría de sus victorias fueron alcanzadas en una sola misión el 7 de abril de 1945, cuando se encontró solo escoltando una formación de USAAF Libertadores B-24. Candelaria defendió los bombarderos sin ayuda de al menos 15 combatientes alemanes, destruyendo cuatro de ellos antes de que la ayuda llegara. También se le acreditó con una victoria probable en un Me 262 durante este compromiso. Seis días después, Candelaria fue derribado por fuego desde tierra, y paso el resto de la guerra como prisionero. Después de la guerra, Candelaria sirvió en la Guardia Aérea Nacional, alcanzando la categoría de coronel antes de su jubilación.

## Honores militares

### Beneficiarios de la medalla de honor
Artículo principal: Lista de beneficiarios hispanos de la medalla de honor
La medalla de honor, designada a veces como la medalla de honor del congreso, es la decoración militar más alta de los Estados Unidos concedidos “para la valentía y la intrepidez visibles con riesgo de la vida, sobre y más allá de lo que exige la llamada del deber, en combate real contra una fuerza enemiga armada.”
La medalla es concedida por el presidente de los Estados Unidos en nombre del congreso. Joe P. Martínez fue el primer de 13 beneficiarios hispanos de la medalla de honor durante la Segunda Guerra Mundial. Su premio póstumo era primero para el heroísmo de combate en suelo estadounidense (con excepción de Pearl Harbor) desde las Campañas indias. Pvt. Joe P. Martínez, cuyo nombre del nacimiento era José Pantillion Martínez, era uno de los nueve niños nacidos de una familia de inmigrantes mexicanos. Su familia se trasladó a Ault, Colorado y el agosto de 1942, lo reclutaron en el ejército de Estados Unidos y fue enviado para acampar en Roberts, California, donde él recibió su formación básica. El 26 de mayo de 1943, el 32.º Regimiento de Infantería fue precisado por el fuego enemigo en los alrededores del Canto de Anzuelo, en las Islas Aleutianas.
Por su propia cuenta, Pvt. Martínez llevó dos asaltos, que disparan en las trincheras individuales japonesas y parando de vez en cuando para animar a sus compañeros. Su ejemplo inspiró a los hombres de su unidad a seguirlo. Le Pegaron un tiro en la cabeza a Martínez cuando él se acercó a una trinchera después del segundo asalto, muriendo de la herida al día siguiente. Debido a sus acciones el paso fue tomado, y su captura era un preliminar importante al final de la resistencia hostil organizada. Concedieron póstumamente a Martínez la Medalla de Honor.
De las 17 Medallas de Honor concedido a hispanos, seis fueron concedidos póstumamente. Texas explicó quienes son los beneficiarios hispánicos de la medalla de Honor en la Segunda Guerra Mundial que en un total son cinco (Marcario García fue criado en Sugarland, Texas). Los 13 beneficiarios son:
1. Lucian Adams: Ejército de los Estados Unidos. Nacido en Puerto Arthur, Texas. Lugar y Fecha de Acción: St Die, Francia, octubre de 1944.
2. Pedro Cano*: Ejército de Estados Unidos. Nacido en La Morita, Nuevo León, México. Por acciones valientes durante las operaciones de combate en Schevenhutte, Alemania, el 3 de diciembre de 1944.
3. Rudolph B. Dávila: Ejército de los Estados Unidos. Nacido en El Paso, Texas. Lugar y Fecha de Acción: Artena, Italia, el 28 de mayo de 1944. Davila era de ascendencia hispana-filipina y la única persona de la familia filipina para recibir la medalla para sus acciones con la guerra en Europa.
4. Joe Gandara*: Ejército de Estados Unidos. Nacido en Santa Mónica, California. Por acciones valientes durante las operaciones de combate en Amfreville, Francia, el 9 de junio de 1944.
5. Marcario García: Ejército de Estados Unidos. Nacido en Villa de Castaño, Coahuila, México. Lugar y fecha de la acción: Cerca de Grosshau, Alemania, 27 de noviembre de 1944. García era el primer beneficiario nacional mexicano de la medalla de honor.
6. Harold Gonsalves*: Infantería de Marina de los Estados Unidos. Nacido en Alameda, California. Lugar y Fecha de Acción: Ryūkyū, Okinawa, el 15 de abril de 1945.
7. David M. Gonzáles*: Ejército de Estados Unidos. Nacido en Pacoima, California. Lugar y fecha de la acción: Luzón, islas filipinas, 25 de abril de 1945.
8. Silvestre S. Herrera: Ejército de los Estados Unidos. Nacido en Camargo, Chihuahua, México. Lugar y Fecha de Acción: Cerca de Mertzwiller, Francia, el 15 de marzo de 1945. En el momento de su muerte, Herrera era la única persona viva autorizada a llevar la Medalla de Honor, primer equivalente Militar (orden del mérito militar), el premio más alto de México por el valor. Herrera era un ciudadano mexicano por nacimiento.
9. Salvador J. Lara*: Ejército de Estados Unidos. Nacido en Riverside, California. Por acciones valientes durante las operaciones de combate en Aprilia, Italia, 27 y 28 de mayo de 1944.
10.	José M. López: Ejército de los Estados Unidos. Nacido en Santiago Ihuitlán Plumas, Oaxaca, México. Lugar y Fecha de Acción: Cerca de Krinkelt, Bélgica, el 17 de diciembre de 1944.
11.	Joe P. Martínez*: Ejército de los Estados Unidos. Nacido en Taos, Nuevo México. Lugar y Fecha de Acción: Attu, Aleutians, el 26 de mayo de 1943. Martínez fue el primer hispano póstumamente que recibió la Medalla de Honor por el heroísmo de combate en el suelo estadounidenses durante la Segunda Guerra Mundial.
12. Manuel V. Mendoza: Ejército de los Estados Unidos. Nacido en Miami, Arizona. Por acciones valientes durante las operaciones de combate en el Monte Battaglia, Italia, el 4 de octubre de 1944.
13.	Manuel Pérez Jr*: Ejército de los Estados Unidos. Nacido en Ciudad de Oklahoma, Oklahoma. Lugar y Fecha de Acción: Fuerte Guillermo McKinley, Luzon, Islas filipinas, el 13 de febrero de 1945.
14.	Cleto L. Rodríguez: Ejército de los Estados Unidos. Nacido en San Marcos, Texas. Lugar y Fecha de Acción: Estación de Ferrocarril de Paco, Manila, Islas filipinas, el 9 de febrero de 1945.
15.	Alejandro R. Ruiz: Ejército de los Estados Unidos. Nacido en Cariño, Nuevo México. Lugar y Fecha de Acción: Okinawa, Japón, el 28 de abril de 1945.
16.	José F. Valdez*: Ejército de los Estados Unidos. Nacido en Gobernador, Nuevo México. Lugar y Fecha de Acción: Rosenkrantz, Francia, el 25 de enero de 1945.
17.	Ysmael R. Villegas*: Ejército de los Estados Unidos. Nacido en Casa Blanca, California. Lugar y Fecha de Acción: Chalet Rastro de Villa Verde, Luzon, Islas filipinas, el 20 de marzo de 1945.
- Concedido póstumamente.

## Otros casos notables
Otro caso muy particular fue el llevado a cabo por el sargento colombiano Benjamín Quintero Martínez, que sirvió en la guerra del Pacífico en la defensa de las Islas Aleutianas, ejerciendo el cargo de sargento técnico de comunicaciones en el Pacífico, Islas Aleutianas, y Alaska.

## Generales
General de División Del Valle
El Teniente General Pedro Augusto Del Valle (1893-1978), en el rango de Coronel fue el Comandante del 11.er Regimiento de la Infantería de Marina (artillería). Al estallar la Segunda Guerra Mundial, Del Valle dirigió a su regimiento durante la toma y defensa de Guadalcanal, brindando apoyo de artillería a la 1.ª División de Infantería de Marina. En la Batalla del Río Tenaru, la potencia de fuego proporcionada por las unidades de artillería de Del Valle aniquiló a muchos soldados japoneses que participaron en el asalto –casi hasta el último hombre- antes de que éstos llegasen a las posiciones de la Infantería de Marina. Como consecuencia del desenlace de la batalla, el comandante japonés, Coronel Ichiki Kiyonao, cometió seppuku poco después. El General Alexander Vandergrift impresionado con el liderazgo de Del Valle, lo recomendó para ascenso y el 1 de octubre de 1942, Del Valle se convierte en General de Brigada. Vandergrift mantiene a Del Valle al mando del 11.er Regimiento de la Infantería de Marina; única vez en que este regimiento ha tenido a un general como comandante. En 1943, prestó servicio como comandante de las Fuerzas de Infantería de Marina supervisando Guadalcanal, Tulagi, las Islas Rusell y las Islas Florida.
El 1 de abril de 1944, Del Valle, como comandante general de la Artillería del III Cuerpo, III Cuerpo Anfibio de la Infantería de Marina, participó en la Batalla de Guam y fue condecorado con la Estrella Dorada en lugar de con una segunda medalla de Legión de Mérito. Los hombres bajo su mando hicieron un trabajo tan bueno con su artillería pesada que ninguno pudo ser excluido de la mención de honor. Por su parte, cada hombre recibió de Del Valle una carta de reconocimiento, la cual llevó en sus libros de registro.
A finales de octubre de 1944, Del Valle relevó al general de División William Rupertus como comandante general de la 1.ª División de Infantería de Marina, siendo felicitado personalmente por su nuevo cargo por el coronel Lewis Burwell “Chesty” Puller. En ese entonces, la 1.ª División de Infantería de Marina estaba entrenando en la isla de Pavuvu para la invasión de Okinawa. El 29 de mayo de 1945, Del Valle participó en uno de los eventos más importantes que conllevó a la victoria en Okinawa. Tras cinco semanas de combate, Del Valle le ordenó a la Compañía A del 1.er Batallón de la 5.ª División de Infantería de Marina capturar el Castillo Shuri, una fortaleza medieval de los antiguos reyes Ryukyuan. La toma del Castillo Shuri representó un duro golpe a la moral de los japoneses y fue un hito en la campaña de Okinawa. El combate en Okinawa continuó por 24 días más. Del Valle fue condecorado con la Medalla al Servicio Distinguido por su liderazgo durante la batalla y la subsiguiente ocupación y reorganización de Okinawa.
General de Brigada Quesada
El teniente general Elwood R. “Pete” Quesada, (1904-1993) fue asignado como general de Brigada en octubre de 1940 para funciones de inteligencia en la Oficina del Jefe del Cuerpo Aéreo. Se convirtió en comandante general del 9.º Comando de Cazas en donde estableció un cuartel general avanzado en la cabeza de playa de Normandía en el Día-D más uno, y dirigió sus aviones en cobertura aérea y apoyo aéreo para la invasión de los Aliados al continente Europeo. Fue el primer proponente de “la flexibilidad inherente del poder aéreo”, principio que ayudó a demostrar durante la Segunda Guerra Mundial.
En diciembre de 1942, Quesada llevó a la Primera Ala de Defensa Aérea hacia África del Norte. Poco después, fue puesto al mando del XII Comando de Cazas y en este cargo desarrolló los mecanismos para el apoyo aéreo cercano y la cooperación Ejército-Fuerza Aérea.
La exitosa integración de las fuerzas aéreas y terrestres en la campaña de Túnez emprendida por Quesada y los líderes de los Aliados se convirtió en el anteproyecto de las operaciones incorporadas en el Manual de Campaña 100-20, “Comando y Uso del Poderío Aéreo”, correspondiente a las regulaciones de campaña de las Fuerzas del Ejército y Aérea. El mismo fue publicado por primera vez el 21 de julio de 1943, y le proporcionó a los Aliados su primera victoria en la guerra de Europa. Principios tales como la co-igualdad de los comandantes de las fuerzas de tierra y aire, el comando centralizado de las aeronaves tácticas para explotar “la flexibilidad inherente del poderío aéreo” y el ---control de la superioridad aérea sobre el campo de batalla como prerrequisito para llevar a cabo operaciones exitosas en tierra se convirtieron en la esencia de la doctrina aérea táctica. En octubre de 1943, Quesada asumió el mando de IX Comando de Cazas en Inglaterra, y sus Fuerzas brindaron cobertura aérea para los desembarques en la playa de Normandía Entre las innumerables condecoraciones recibidas por Quesada están la Medalla al Servicio Distinguido, con hojas de roble; la Cruz de Vuelo Distinguido; el Corazón Púrpura y una Medalla; y una Medalla de Honor de la Fuerza Aérea con dos Estrellas de Plata.
General de División Terry de la Mesa Allen
El General de División Terry de la Mesa Allen, Sr.(1888-1969) era hijo del Coronel Samuel Edward Allen y Conchita Alvares de la Mesa. Durante la Segunda Guerra Mundial fue el general al mando de la Primera División de Infantería en el Norte de África y Sicilia, y fue designado comandante de la 104.ª División de Infantería. Durante su permanencia en África del Norte, Allen y su oficial ejecutivo en la 1.ª División de Infantería, General de Brigada Theodore Roosevelt Jr., se distinguieron como líderes de combate. Allen fue reasignado a la 104.ª División de Infantería. La 104.ª División de Infantería desembarcó en Francia el 7 de septiembre de 1944 y combatió por 195 días consecutivos durante la Segunda Guerra Mundial. El apodo de la división “timberwolf” se convirtió en su insignia de hombro. Unos 34.000 hombres prestaron servicio en la división bajo el mando de Allen, quien fuera apodado “Terry El Terrible”. La división era particularmente renombrada por sus proezas en el combate nocturno.
Este artículo fue creado mediante la traducción de en:Hispanic Americans in World War II (versión: http://en.wikipedia.org/wiki/Hispanic_Americans_in_World_War_II)